# Bekwil
Bekwil (auch Bakwele, Bekwie, Bakwil, Bekwel und Okpele) ist eine Bantusprache und wird von circa 12.000 Menschen in der Republik Kongo, in Kamerun und in Gabun gesprochen. 
Sie ist in der Republik Kongo in der Region Sangha mit circa 9600 Sprechern (Zensus 2003), in Gabun in der Provinz Ogooué-Ivindo mit circa 2400 Sprechern (Zensus 2000) und in Kamerun im Département Boumba-et-Ngoko in der Region Est verbreitet. 
Bekwil wird in der lateinischen Schrift geschrieben.

## Klassifikation
Bekwil ist eine Nordwest-Bantusprache und gehört zur Makaa-Njem-Gruppe, die als Guthrie-Zone A80 klassifiziert wird. 
Sie hat den Dialekt Esel (auch Essel).
Circa 85 % des Wortschatzes weisen Ähnlichkeiten mit dem Wortschatz der Sprache Koonzime auf.